# Equilibri hidroestàtic
L'equilibri hidroestàtic es produeix en un fluid en el qual les forces del gradient vertical de pressió i la gravetat estan en equilibri. En un fluid hidroestàtic no hi ha acceleració vertical neta.
Matemàticament, l'equilibri hidroestàtic s'expressa comunament de la següent manera: 
{\displaystyle {\frac {\partial P}{\partial z}}=-\rho g}
on {\displaystyle P} és la pressió del fluid, {\displaystyle z} la coordenada vertical, {\displaystyle \rho } ({\displaystyle rho}) la densitat del fluid i {\displaystyle g} l'acceleració de la gravetat.
L'equilibri hidroestàtic explica per què l'atmosfera terrestre no es col·lapsa sobre una fina capa en la superfície per efecte de la gravetat o com els pneumàtics d'un cotxe o bicicleta poden suportar el pes del vehicle gràcies a la pressió del gas en l'interior.
En el cas d'una estrella, existeix un equilibri entre la força de gravetat que actua atraient el gas estel·lar cap al centre i comprimint-lo, i la variació radial de pressió que actua en sentit contrari intentant expandir el sistema. En condicions normals l'estrella està en equilibri i adopta una forma esfèrica estable. En una estrella la pressió té dues parts, una hidroestàtica i altra produïda per la pressió de radiació. La pressió que sosté a les estrelles és fruit de l'alliberament d'energia en el centre d'aquestes per mitjà de reaccions de fusió nuclear.